# Norah Head
Norah Head är en udde i Australien. Den ligger i delstaten New South Wales, i den sydöstra delen av landet, omkring 73 kilometer nordost om delstatshuvudstaden Sydney.
Närmaste större samhälle är Gorokan, nära Norah Head. 
Genomsnittlig årsnederbörd är 1 393 millimeter. Den regnigaste månaden är februari, med i genomsnitt 222 mm nederbörd, och den torraste är juli, med 42 mm nederbörd.